# توماس ماير (لاعب كرة قدم)
توماس ماير (بالألمانية: Thomas Mayer)‏ (6 فبراير 1984 في ألمانيا - ) هو لاعب كرة قدم ألماني في مركز الدفاع. لعب مع نادي آوغسبورغ.

## وصلات خارجية
- توماس ماير على موقع قاعدة بيانات كرة القدم.إي يو (الإنجليزية)
- توماس ماير على موقع عالم كرة القدم.نت (الإنجليزية)